# Список правителей Бельгии

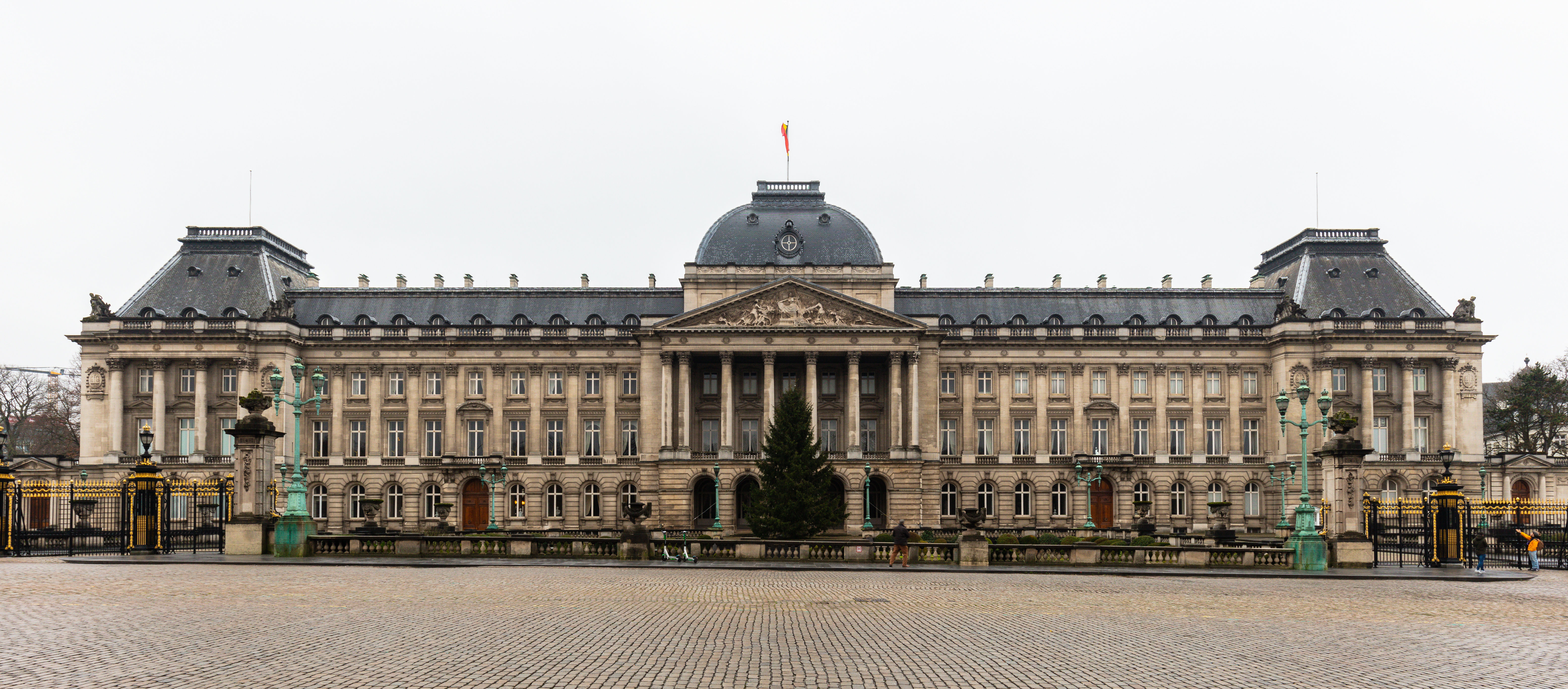
Королевский дворец в Брюсселе

Штандарт короля Филиппа

Список правителей Бельгии включает в себя носителей установленного в 1831 году титула короля бельгийцев (фр. Roi des Belges, нидерл. Koning der Belgen, нем. König der Belgier) и министров, коллективно осуществлявших королевскую власть в период между царствиями (), а также состав Временного правительства, возникшего во время бельгийской революции (), регента, замещавшего престол до избрания династии, и регентов над царствующими особами.
Временное правительство возникло 24 сентября 1830 года во время бельгийской революции как административный комитет, принявший на себя власть в Брюсселе, 26 сентября — наименование и полномочия временного правительства, 29 сентября — осуществление в преимущественно католических провинциях Фландрии и Валлонии власти монарха Королевства Нидерландов (нидерл. Koninkrijk der Nederlanden, фр. Royaume des Belgiques). 4 октября оно провозгласило независимость провинций Бельгии и провело 3 ноября выборы Национального конгресса, который начал работу 10 ноября 1830 года. В качестве исполнительного органа конгресса временное правительство продолжило работу вплоть до 25 февраля 1831 года, когда регентом Бельгии был избран председатель конгресса барон Эразм Луи Сюрль де Шокье. Конституционная монархия как государственное устройство страны была выбрана 22 ноября 1830 года 174 голосами членов конгресса против 13, отданных за установление республики; 4 июня 1831 года выбор монарха (137 голосами против 48) пал на принца Леопольда, младшего брата Эрнста I, герцога Саксен-Кобург-Гота.
Король прибыл в Брюссель 21 июля 1831 года и принёс присягу на верность бельгийскому народу и конституции. Дом Саксен-Кобург-Гота (нем. Haus Sachsen-Coburg und Gotha, фр. Maison de Saxe-Cobourg et Gotha, нидерл. Huis Saksen-Coburg en Gotha) является ветвью Эрнестинской линии древней саксонской династии Веттинов; в 1921 году на фоне антигерманских настроений после Великой войны бельгийский королевский дом неофициально отказался от использования традиционного династического имени в пользу наименования «Дом Бельгии» (фр. Maison de Belgique, нидерл. Huis van België).
До 1991 года наследование бельгийского престола осуществлялось в порядке патрилинейной примогенитуры среди потомков Леопольда I; в настоящее время в порядке абсолютной примогенитуры в линию наследования включены потомки женского пола Альберта II (в 1991 году — наследного принца, в 1993—2013 годах — короля).

## Временное правительство (1830—1831)
Временное правительство (фр. Gouvernement Provisoire, нидерл. Tijdelijke Regering) стало первым  национальным органом государственного управления в Бельгии, провозгласившим себя таковым 26 сентября 1830 года в ходе революции; 4 октября оно объявило о независимости провинций Фландрии и Валлонии от власти монарха Королевства Нидерландов. Временное правительство не имело председателя, однако в качестве такового на некоторых документах ставил подпись Шарль-Латур Рожье. В качестве исполнительного органа начавшего работу 10 ноября 1830 года Национального конгресса оно действовало вплоть до избрания 25 февраля 1831 года регентом Бельгии барона Эразма-Луи Сюрля де Шокье.
| Портрет | Имя (годы жизни) | Полномочия       | Полномочия      | Пр.           |
| Портрет | Имя (годы жизни) | Начало           | Окончание       | Пр.           |
| ------- | --- | ---------------- | --------------- | ------------- |
|         | Андре-Эдуар Жолли (1799—1883) фр. André-Edouard Jolly                                                                                             | 24 сентября 1830 | 25 февраля 1831 | [ 12 ] [ 13 ] |
|         | барон Фёйиен-Шарль-Мари-Жозеф де Коппен де Фалаэн (1800—1887) фр. Feuillien-Charles-Marie-Joseph de Coppin de Falaën                              | 24 сентября 1830 | 25 февраля 1831 | [ 14 ] [ 15 ] |
|         | Йозеф ван дер Линден (1798—1877) нидерл. Joseph Van der Linden                                                                                    | 24 сентября 1830 | 25 февраля 1831 | [ 10 ]        |
|         | барон Эмманейл-Констант-Приме-Гислайн ван дер Линден д’Хогхворст (1781—1866) нидерл. Emmanuel-Constant-Prime-Ghislain van der Linden d'Hooghvorst | 24 сентября 1830 | 12 ноября 1830  | [ 16 ]        |
|         | Жозеф-Тьери Николе (1798—1842) фр. Joseph-Thiéry Nicolay                                                                                          | 25 сентября 1830 | 10 октября 1830 | [ 17 ]        |
|         | Шарль-Латур Рожье (1800—1885) фр. Charles Latour Rogier                                                                                           | 25 сентября 1830 | 25 февраля 1831 | [ 18 ] [ 19 ] |
|         | граф Филипп-Феликс-Бальтазар-Отто-Гислен де Мерод (1791—1857) фр. Philippe-Félix-Balthazar-Otho-Ghislain de Merode                                | 26 сентября 1830 | 25 февраля 1831 | [ 20 ]        |
|         | Александр-Жозеф-Селестен Жандебьен (1789—1869) фр. Alexandre-Joseph-Célestin Gendebien                                                            | 26 сентября 1830 | 25 февраля 1831 | [ 21 ]        |
|         | Жан-Сильвен ван де Вейер (1802—1874) фр. Jean-Sylvain Van de Weyer                                                                                | 26 сентября 1830 | 25 февраля 1831 | [ 22 ]        |
|         | Луи Жозеф Антуан де Поттер (1786—1859) фр. Louis-Joseph-Antoine de Potter                                                                         | 28 сентября 1830 | 13 ноября 1830  | [ 23 ] [ 24 ] |

## Королевство Бельгия (с 1831)
Согласно статье 91 вступившей в силу 26 июля 1831 года Конституции Бельгии (до изменения в 1994 году нумерации ст. 80), началом правления короля бельгийцев является принесение им гражданской присяги:

Король вступает на престол только после того, как торжественно принесёт в собравшихся палатах следующую присягу: «Я клянусь соблюдать Конституцию и законы бельгийского народа, поддерживать национальную независимость и территориальную целостность».
Оригинальный текст (фр.)Le Roi ne prend possession du trône qu'après avoir solennellement prêté, dans le sein des Chambres réunies, le serment suivant : Je jure d'observer la Constitution et les lois du peuple belge, de maintenir l'indépendance nationale et l'intégrité du territoire.

Статья 79 Конституции (в 1994 году нумерация изменена на ст. 90) уполномочила министров, собравшихся в Совет осуществлять королевскую власть в периоды между царствований:

Со смерти короля и до принесения присяги наследником престола или регентом конституционные полномочия короля осуществляются от имени бельгийского народа министрами, собравшимися в Совет, и под их ответственность.
Оригинальный текст (фр.)A dater de la mort du Roi et jusqu'à la prestation du serment de son successeur au trône ou du régent, les pouvoirs constitutionnels du Roi sont exercés, au nom du peuple belge, par les ministres réunis en conseil, et sous leur responsabilité.

Королевским указом от 10 декабря 1865 года (опубликован в Moniteur belge, № 345, 1865) была установлена формула принятия законодательства в такие периоды: фр. «Au nom du Peuple belge, Nous, ministres réunis en Conseil…» («Во имя бельгийского народа, мы, министры, собравшиеся в Совет…»).
Во время Первой мировой войны несмотря на оккупацию вторгнувшейся 2 августа 1914 года Германией 9/10 территории объявившей о нейтралитете Бельгии, её армия, главнокомандующим которой стал король Альберт I, удерживала после «бега к морю» англо-французских и национальных сил, с октября 1914 года вплоть до общего наступления союзников в 1918 году, земли за рекой Изер, создав Изерский фронт.
Во Второй мировой войне в результате операции, проведённой германской армией 10—28 мая 1940 года, страна была полностью оккупирована. Король Леопольд III подписал в качестве главнокомандующего вступившую в силу в 4:00 утра 28 мая капитуляцию бельгийской армии. Сформированное в Париже в тот же день и продолжившее позже работу в Лондоне правительство в изгнании во главе с графом Юбером Пьерло отказалось признавать права оставшегося в оккупированной стране Леопольда III на престол, обвинив его в коллаборационизме. Находившийся под домашним арестом король заключил в 1941 году морганатический брак, летом 1944 года вместе с новой семьёй был депортирован в замок в саксонском Хиршштайне (проживал под охраной СС с 11 июня 1944 года по 7 марта 1945 года), а затем — в Штробль-ам-Вольфгангзе под Зальцбургом. Был освобождён армией США 7 мая 1945 года, однако возглавляемые социалистами коалиционные правительства придерживались запрета на его возвращение в страну влоть до проведённого 12 марта 1950 года референдума о разрешении королю Леопольду III вернуться в Бельгию и восстановлении его полномочий и обязанностей монарха. После освобождения Бельгии в связи с депортацией монарха в Германию с 8 сентября 1944 года полномочия главы государства осуществлял премьер-министр Юбер Пьерло, пока 20 сентября 1944 года парламент не избрал регентом его младшего брата Шарля. Возвращение Леопольда III состоялось 20 июля 1950 года, однако в связи с непопулярностью и разделением национальных сообществ по вопросу его пребывания на троне, 11 августа 1950 года он назначил старшего сына Бодуэна королевским принцем, осуществляющим конституционные полномочия короля, а 16 июля 1951 года отрёкся в его пользу . 21 июля 2013 года являвшийся преемником бездетного Бодуэна на троне, его младший брат Альберт II, уступил престол своему старшему сыну Филиппу.
Курсивом и серым цветом показаны период полномочий премьер-министра и регента, осуществлявших королевские полномочия в связи с депортацией Леопольда III в Германию (позже в Австрию) и последующим запретом на его возвращение в Бельгию после освобождения войсками союзников. Также показан период полномочий его сына Бодуэна, назначенного восстановленным на престоле Леопольдом III королевским принцем, осуществляющим конституционные полномочия короля.
| Портрет                        | Монограмма                     | Имя (годы жизни) | Полномочия          | Полномочия          | Должность | Пр.           |
| Портрет                        | Монограмма                     | Имя (годы жизни) | Начало              | Окончание           | Должность | Пр.           |
| ------------------------------ | ------------------------------ | --- | ------------------- | ------------------- | --- | ------------- |
|                                | отсутствует                    | барон Эразм-Луи Сюрль де Шокье (1769—1839) фр. Erasme Louis Surlet de Chokier | 25 февраля 1831     | 21 июля 1831        | регент Королевства Бельгия фр. Régent du royaume de Belgique | [ 5 ] [ 37 ]  |
|                                |                                | Леопольд I (1790—1865) фр. Léopold Ier урожд. Леопольд Георг Кристиан Фридрих фон Саксен-Кобург-Заальфельд нем. Leopold Georg Christian Friedrich von Sachsen-Coburg-Saalfeld                                     | 21 июля 1831        | 10 декабря 1865     | король бельгийцев фр. Roi des Belges | [ 38 ] [ 39 ] |
| Штандарт правительства Бельгии | Штандарт правительства Бельгии | министры ex officio () | 10 декабря 1865     | 17 декабря 1865     | министры, собравшиеся в Совете фр. Ministres réunis en Conseil | [ 40 ] [ 41 ] |
|                                |                                | Леопольд II (1835—1909) фр. Léopold II нидерл. Leopold II урожд. Леопольд-Луи-Филипп-Мари-Виктор де Саксен-Кобург-Гота фр. Léopold-Louis-Philippe-Marie-Victor de Saxe-Cobourg-Gotha                              | 17 декабря 1865     | 17 декабря 1909     | король бельгийцев фр. Roi des Belges нидерл. Koning der Belgen | [ 42 ] [ 43 ] |
| Штандарт правительства Бельгии | Штандарт правительства Бельгии | министры ex officio () | 17 декабря 1909     | 23 декабря 1909     | министры, собравшиеся в Совете фр. Ministres réunis en Conseil нидерл. Ministers in Raad vergaderd | [ 44 ] [ 45 ] |
|                                |                                | Альберт I (1875—1934) фр. Albert Ier нидерл. Albrecht I урожд. Альбер-Леопольд-Клемен-Мари-Мерад де Саксен-Кобург-Гота фр. Albert-Léopold-Clément-Marie-Meinrad de Saxe-Cobourg-Gotha                             | 23 декабря 1909     | 17 февраля 1934     | король бельгийцев фр. Roi des Belges нидерл. Koning der Belgen | [ 46 ] [ 47 ] |
| Штандарт правительства Бельгии | Штандарт правительства Бельгии | министры ex officio () | 17 февраля 1934     | 23 февраля 1934     | министры, собравшиеся в Совете фр. Ministres réunis en Conseil нидерл. Ministers in Raad vergaderd | [ 48 ] [ 49 ] |
|                                |                                | Леопольд III (1901—1983) фр. Léopold III урожд. Леопольд-Филипп-Шарль-Альбер-Менрад-Юбер-Мари-Мигёйль де Саксен-Кобург-Гота фр. Léopold-Philippe-Charles-Albert-Meinrad-Hubert-Marie-Miguel de Saxe-Cobourg-Gotha | 23 февраля 1934     | 16 июля 1951        | король бельгийцев фр. Roi des Belges нидерл. Koning der Belgen | [ 50 ] [ 51 ] |
|                                | отсутствует                    | граф Юбер-Мари-Эжен Пьерло (1883—1963) фр. Hubert Marie Eugène Pierlot | 8 сентября 1944     | 21 сентября 1944    | премьер-министр фр. Premier Ministre нидерл. Eerste Minister | [ 52 ] [ 53 ] |
|                                | отсутствует                    | граф Фландрии Шарль (1903—1983) фр. Charles нидерл. Karel урожд. Шарль-Теодор-Анри-Антуан-Менрад де Саксен-Кобург-Гота фр. Charles-Théodore-Henri-Antoine-Meinrad de Saxe-Cobourg-Gotha                           | 21 сентября 1944    | 20 июля 1950        | регент королевства фр. Régent du Royaume нидерл. Regent van het Koninkrijk | [ 54 ] [ 55 ] |
|                                | отсутствует                    | герцог Брабанта Бодуэн (1930—1993) фр. Baudouin нидерл. Boudewijn урожд. Бодуэн-Альбер-Шарль-Леопольд-Аксель-Мари-Гюстав де Бельжик фр. Baudouin-Albert-Charles-Léopold-Axel-Marie-Gustave de Belgique            | 11 августа 1950     | 16 июля 1951        | королевский принц, осуществляющий конституционные полномочия короля фр. Prince Royal, exerçant les pouvoirs constitutionnels du Roi нидерл. Koninklijke Prins, die de grondwettelijke macht van de Koning uitoefent | [ 35 ] [ 56 ] |
| Штандарт правительства Бельгии | Штандарт правительства Бельгии | министры ex officio () | 16 июля 1951        | 17 июля 1951        | министры, собравшиеся в Совете фр. Ministres réunis en Conseil нидерл. Ministers in Raad vergaderd | [ 57 ] [ 58 ] |
|                                |                                | Бодуэн (1930—1993) фр. Baudouin нидерл. Boudewijn нем. Balduin урожд. Бодуэн-Альбер-Шарль-Леопольд-Аксель-Мари-Гюстав де Бельжик фр. Baudouin-Albert-Charles-Léopold-Axel-Marie-Gustave de Belgique               | 17 июля 1951        | 31 июля 1993        | король бельгийцев фр. Roi des Belges нидерл. Koning der Belgen нем. König der Belgier | [ 35 ] [ 56 ] |
| Штандарт правительства Бельгии | Штандарт правительства Бельгии | министры ex officio () | 31 июля 1993        | 9 августа 1993      | министры, собравшиеся в Совете фр. Ministres réunis en Conseil нидерл. Ministers in Raad vergaderd нем. Ministertreffen im Rat                                                                                      | [ 59 ] [ 60 ] |
|                                |                                | Альберт II (1934—) фр. и нидерл. Albert II нем. Albert II. урожд. Альбер-Феликс-Юмбер-Кристиан-Эжен-Мари де Бельжик фр. Albert-Félix-Humbert-Théodore-Christian-Eugène-Marie de Belgique                          | 9 августа 1993      | 21 июля 2013        | король бельгийцев фр. Roi des Belges нидерл. Koning der Belgen нем. König der Belgier | [ 61 ] [ 62 ] |
| Штандарт правительства Бельгии | Штандарт правительства Бельгии | министры ex officio () | 21 июля 2013 (часы) | 21 июля 2013 (часы) | министры, собравшиеся в Совете фр. Ministres réunis en Conseil нидерл. Ministers in Raad vergaderd нем. Ministertreffen im Rat                                                                                      | [ 63 ] [ 64 ] |
|                                |                                | Филипп (1960—) фр. Philippe нидерл. Filip нем. Philipp урожд. Филипп-Леопольд-Луи-Мари де Бельжик фр. Philippe-Léopold-Louis-Marie de Belgique                                                                    | 21 июля 2013        | действующий         | король бельгийцев фр. Roi des Belges нидерл. Koning der Belgen нем. König der Belgier | [ 65 ] [ 66 ] |

## Министры, осуществлявшие королевскую власть в междуцарствия

### Междуцарствие 1865 года
В период между смертью Леопольда I и принесением гражданской присяги его сыном Леопольдом II королевские обязанности согласно Конституции несли министры, собравшиеся в Совет. Все министры принадлежали к Либеральной партии.
| Портрет | Имя (годы жизни)                                                                                         | Полномочия      | Полномочия      | Должность                                                                                        | Пр.           |
| Портрет | Имя (годы жизни)                                                                                         | Начало          | Окончание       | Должность                                                                                        | Пр.           |
| ------- | --- | --------------- | --------------- | ------------------------------------------------------------------------------------------------ | ------------- |
|         | Шарль-Латур Рожье (1800—1885) фр. Charles Latour Rogier                                                  | 10 декабря 1865 | 17 декабря 1865 | глава кабинета и министр иностранных дел фр. Chef de cabinet et ministre des Affaires étrangères | [ 18 ] [ 19 ] |
|         | Жюль Марсель Ламораль Бара (1835—1900) фр. Jules Marcel Lamoral Bara                                     | 10 декабря 1865 | 17 декабря 1865 | министр юстиции фр. ministre de la Justice                                                       | [ 67 ] [ 68 ] |
|         | Юбер-Жозеф-Вальтер Фрер-Орбан (1812—1896) фр. Hubert-Joseph-Walthère Frère-Orban                         | 10 декабря 1865 | 17 декабря 1865 | министр финансов фр. ministre des Finances                                                       | [ 69 ] [ 70 ] |
|         | Альфонс Луи Франсуа Ксавьер Ванденперебом (1812—1884) фр. Alphonse Louis François Xavier Vandenpeereboom | 10 декабря 1865 | 17 декабря 1865 | министр внутренних дел фр. ministre de l'Intérieur                                               | [ 71 ] [ 72 ] |
|         | барон Пьер-Эммануэль-Феликс Шазаль (1808—1892) фр. Pierre-Emmanuel-Félix Chazal                          | 10 декабря 1865 | 17 декабря 1865 | военный министр фр. ministre de la Guerre                                                        | [ 73 ] [ 74 ] |
|         | Жюль-Эдмон Вандерстихелен (1822—1880) фр. Jules-Edmond Vanderstichelen                                   | 10 декабря 1865 | 17 декабря 1865 | министр общественных работ фр. ministre des Travaux publics                                      | [ 75 ] [ 76 ] |

### Междуцарствие 1909 года
В период между смертью Леопольда II и принесением гражданской присяги его племянником Альбертом I королевские обязанности согласно Конституции несли министры, собравшиеся в Совет. Все министры принадлежали к Федерации католических кругов и консервативных ассоциаций.
| Портрет | Имя (годы жизни)                                                                                                   | Полномочия      | Полномочия      | Должность | Пр.           |
| Портрет | Имя (годы жизни)                                                                                                   | Начало          | Окончание       | Должность | Пр.           |
| ------- | --- | --------------- | --------------- | --- | ------------- |
|         | Франсуа-Виктор-Мари-Гислен Схолларт (1851—1917) фр. François-Victor-Marie-Ghislain Schollaert                      | 17 декабря 1909 | 23 декабря 1909 | глава кабинета и министр внутренних дел и сельского хозяйства фр. Chef de cabinet et ministre de l'Intérieur et de l'Agriculture нидерл. Stafchef en minister van Binnenlandse Zaken en Landbouw | [ 77 ] [ 78 ] |
|         | Леон-Мари-Жозеф-Антуан де Лантсер (1835—1900) фр. Léon-Marie-Joseph-Antoine de Lantsheere                          | 17 декабря 1909 | 23 декабря 1909 | министр юстиции фр. ministre de la Justice нидерл. minister van Justitie | [ 79 ] [ 80 ] |
|         | Анри-Франсуа-Жюльен-Клод Давиньон (1854—1916) фр. Henri-François-Julien-Claude Davignon                            | 17 декабря 1909 | 23 декабря 1909 | министр иностранных дел фр. ministre des Affaires étrangères нидерл. minister van Buitenlandse Zaken                                                                                             | [ 81 ]        |
|         | Жюльен-Огюст-Мари-Жозеф Льебар (1848—1930) фр. Julien-Auguste-Marie-Joseph Liebaert                                | 17 декабря 1909 | 23 декабря 1909 | министр финансов фр. ministre des Finances нидерл. minister van Financiën | [ 82 ]        |
|         | барон Эдуар-Эжен-Франсуа Декамп-Давид (1843—1933) фр. Édouard-Eugène-François Descamps-David                       | 17 декабря 1909 | 23 декабря 1909 | министр науки и искусства фр. ministre des Sciences et des Arts нидерл. minister van Wetenschap en Kunst                                                                                         | [ 83 ] [ 84 ] |
|         | Арман-Мари-Жозеф-Теодор-Гислен Юбер (1857—1940) фр. Armand-Marie-Joseph-Théodore-Ghislain Hubert                   | 17 декабря 1909 | 23 декабря 1909 | министр промышленности и труда фр. ministre de l'Industrie et du Travail нидерл. minister van Industrie en Arbeid                                                                                | [ 44 ] [ 45 ] |
|         | Огюст-Шарль Дельбек (1853—1921) фр. Auguste-Charles Delbeke нидерл. Augustus Carolus Delbeke                       | 17 декабря 1909 | 23 декабря 1909 | министр общественных работ фр. ministre des Travaux publics нидерл. minister van Openbare Werken                                                                                                 | [ 85 ] [ 86 ] |
|         | Жорж-Огюстен Эллепют (1852—1925) фр. Georges-Augustin Helleputte нидерл. Georgius Augustinus Helleputte            | 17 декабря 1909 | 23 декабря 1909 | министр железных дорог, почты и телеграфа фр. ministre des Chemins de fer, des Postes et de la Télégraphie нидерл. minister van Spoorwegen, Post en Telegrafie                                   | [ 87 ] [ 88 ] |
|         | Жозеф-Мари-Жак-Теодор-Жан-Непомюсен Эллебо (1842—1924) фр. Joseph-Marie-Jacques-Théodore-Jean-Népomucène Hellebaut | 17 декабря 1909 | 23 декабря 1909 | военный министр фр. ministre de la Guerre нидерл. minister van Oorlog | [ 89 ] [ 90 ] |
|         | Жюль-Лоран-Жан-Луи Ренкен (1862—1934) фр. Jules-Laurent-Jean-Louis Renkin                                          | 17 декабря 1909 | 23 декабря 1909 | министр колоний фр. ministre des Colonies нидерл. minister van Koloniën | [ 91 ] [ 92 ] |

### Междуцарствие 1934 года
В период между смертью Альберта I и принесением гражданской присяги его старшим сыном Леопольдом III королевские обязанности согласно Конституции несли министры, собравшиеся в Совет. Они принадлежали к Католическому союзу (в таблице «К») и Либеральной партии (в таблице «Л»).
| Портрет | Имя (годы жизни) | Полномочия      | Полномочия      | Должность | Партия | Пр.             |
| Портрет | Имя (годы жизни) | Начало          | Окончание       | Должность | Партия | Пр.             |
| ------- | --- | --------------- | --------------- | --- | ------ | --------------- |
|         | граф Шарль-Мари-Пьер-Альбер де Броквиль (1860—1940) фр. Charles Marie Pierre Albert de Broqueville                   | 17 февраля 1934 | 23 февраля 1934 | премьер-министр фр. Premier ministre нидерл. Eerste minister | К      | [ 93 ] [ 94 ]   |
|         | Поль-Луи-Адриен-Анри Иманс (1865—1941) фр. Paul-Louis-Adrien-Henri Hymans                                            | 17 февраля 1934 | 23 февраля 1934 | министр иностранных дел фр. ministre des Affaires étrangères нидерл. minister van Buitenlandse Zaken | Л      | [ 95 ] [ 96 ]   |
|         | Поль-Эмиль Жансон (1872—1944) фр. Paul-Émile Janson                                                                  | 17 февраля 1934 | 23 февраля 1934 | министр юстиции фр. ministre de la Justice нидерл. minister van Justitie | Л      | [ 97 ] [ 98 ]   |
|         | Анри Жаспар (1870—1939) фр. Henri Jaspar                                                                             | 17 февраля 1934 | 23 февраля 1934 | министр финансов фр. ministre des Finances нидерл. minister van Financiën | К      | [ 99 ] [ 100 ]  |
|         | граф Юбер-Мари-Эжен Пьерло (1883—1963) фр. Hubert Marie Eugène Pierlot                                               | 17 февраля 1934 | 23 февраля 1934 | министр внутренних дел фр. ministre de l'Intérieur нидерл. minister van Binnenlandse Zaken | К      | [ 52 ] [ 53 ]   |
|         | граф Морис-Огюст-Эжен-Шарль-Мари-Гислен Липпен (1875—1956) фр. Maurice-Auguste-Eugène-Charles-Marie-Ghislain Lippens | 17 февраля 1934 | 23 февраля 1934 | министр народного просвещения фр. ministre de l'Instruction publique нидерл. minister van Openbaar Onderwijs | Л      | [ 101 ] [ 102 ] |
|         | Гюстав Шарль Сап (1886—1940) фр. Gustave Charles Sap нидерл. Gustaaf Karel Sap                                       | 17 февраля 1934 | 23 февраля 1934 | министр общественных работ фр. ministre des Travaux publics нидерл. minister van Openbare Werken | К      | [ 103 ] [ 104 ] |
|         | Франсискус Йоаннес Ван Каувеларт (1880—1961) нидерл. Franciscus Joannes Van Cauwelaert                               | 17 февраля 1934 | 23 февраля 1934 | министр промышленности, по делам среднего класса и внешней торговли фр. ministre de l'Industrie, de la Classes moyennes et du Commerce extérieur нидерл. minister van Industrie, Middenstand en Buitenlandse Handel министр почты, телеграфа и телефона фр. ministre de la Poste, du Télégraphe et du Téléphone нидерл. minister van Post, Telegraaf en Telefoon | К      | [ 105 ] [ 106 ] |
|         | Филипп-Жозеф-Эме Ван Изакер (1884—1951) фр. Philippe-Joseph-Aimé van Isacker                                         | 17 февраля 1934 | 23 февраля 1934 | министр труда и социальных вопросов фр. ministre du Travail et de la Sécurité sociale нидерл. minister van Arbeid en Sociale Zekerheid | К      | [ 107 ] [ 108 ] |
|         | Пьер-Жан-Жозеф Фортом (1877—1959) фр. Pierre-Jean-Joseph Forthomme                                                   | 17 февраля 1934 | 23 февраля 1934 | министр коммуникаций фр. ministre des Communications нидерл. minister van Communicatie | Л      | [ 109 ]         |
|         | Альбер-Жозеф-Шарль Девез (1881—1959) фр. Albert-Joseph-Charles Devèze                                                | 17 февраля 1934 | 23 февраля 1934 | министр национальной обороны фр. ministre de la Défense nationale нидерл. minister van Landsverdediging | Л      | [ 110 ] [ 111 ] |
|         | Поль-Мари-Жозеф-Раймон Шоффен (1878—1961) фр. Paul-Marie-Joseph-Raymond Tschoffen                                    | 17 февраля 1934 | 23 февраля 1934 | министр колоний фр. ministre des Colonies нидерл. minister van Koloniën | Л      | [ 112 ]         |

### Междуцарствие 1951 года
В период между отречением Леопольда III и принесением гражданской присяги его старшим сыном Бодуэном королевские обязанности согласно Конституции несли министры, собравшиеся в Совет. Все они принадлежали к Христианской народной партии — Социально-христианской партии.
| Портрет | Имя (годы жизни)                                                                                  | Полномочия   | Полномочия   | Должность | Пр.             |
| Портрет | Имя (годы жизни)                                                                                  | Начало       | Окончание    | Должность | Пр.             |
| ------- | ------------------------------------------------------------------------------------------------- | ------------ | ------------ | --- | --------------- |
|         | Жозеф-Кловье-Луи-Мари-Эммануель Фольен (1884—1968) фр. Joseph-Clovis-Louis-Marie-Emmanuel Pholien | 16 июля 1951 | 17 июля 1957 | премьер-министр фр. Premier ministre нидерл. Eerste minister | [ 113 ] [ 114 ] |
|         | виконт Поль-Гийом ван Зеланд (1893—1973) фр. Paul-Guillaume van Zeeland                           | 16 июля 1951 | 17 июля 1957 | министр иностранных дел фр. ministre des Affaires étrangères нидерл. minister van Buitenlandse Zaken                                                                         | [ 115 ] [ 116 ] |
|         | Леонар Гислен-Мари-Жозеф Мёрис (1896—1972) фр. Léonard Ghislain-Marie-Joseph Meurice              | 16 июля 1951 | 17 июля 1957 | министр внешней торговли фр. ministre du Commerce extérieur нидерл. minister van Buitenlandse Handel                                                                         | [ 117 ]         |
|         | Морис-Поль Брассёр (1909—1996) фр. Maurice-Paul Brasseur                                          | 16 июля 1951 | 17 июля 1957 | министр внутренних дел фр. ministre de l'Intérieur нидерл. minister van Binnenlandse Zaken                                                                                   | [ 118 ]         |
|         | Пьер-Шарль-Жозе-Мари Армель (1911—2009) фр. Pierre-Charles-José-Marie Harmel                      | 16 июля 1951 | 17 июля 1957 | министр народного просвещения фр. ministre de l'Instruction publique нидерл. minister van Openbaar Onderwijs                                                                 | [ 119 ] [ 120 ] |
|         | Людовик-Мари-Одилон Муайерсён (1904—1992) фр. Ludovic-Marie-Odilon Moyersoen                      | 16 июля 1951 | 17 июля 1957 | министр юстиции фр. ministre de la Justice нидерл. minister van Justitie | [ 121 ]         |
|         | Жан-Мари-Жозеф ван Хаутте (1907—1991) фр. Jean-Marie-Joseph Van Houtte                            | 16 июля 1951 | 17 июля 1957 | министр финансов фр. ministre des Finances нидерл. minister van Financiën | [ 122 ] [ 123 ] |
|         | Шарль-Эмиль-Виктор-Мари-Марсель Эгер (1902—1984) фр. Charles-Émile-Victor-Marie-Marcel Héger      | 16 июля 1951 | 17 июля 1957 | министр сельского хозяйства фр. ministre de l'Agriculture нидерл. minister van Landbouw                                                                                      | [ 57 ] [ 58 ]   |
|         | Оскар-Оливер-Гислен Беонь (1900—1970) фр. Oscar-Olivier-Ghislain Behogne                          | 16 июля 1951 | 17 июля 1957 | министр общественных работ фр. ministre des Travaux publics нидерл. minister van Openbare Werken                                                                             | [ 124 ] [ 125 ] |
|         | Жерар-Леонс Ван ден Дал (1908—1984) фр. Geeraard-Léonce Van den Daele                             | 16 июля 1951 | 17 июля 1957 | министр труда и социального обеспечения фр. ministre du Travail et de la Prévoyance sociale нидерл. minister van Arbeid en Sociale Voorzorg                                  | [ 126 ] [ 127 ] |
|         | Альбер-Леон-Луи Коппе (1911—1999) фр. Albert-Léon-Louis Coppé                                     | 16 июля 1951 | 17 июля 1957 | министр по экономическим вопросам и делам среднего класса фр. ministre des Affaires économique et des Classes moyennes нидерл. minister van Economische Zaken en Middenstand | [ 128 ] [ 129 ] |
|         | Поль-Вильем Сегер (1900—1983) фр. Paul-Willem Segers                                              | 16 июля 1951 | 17 июля 1957 | министр коммуникаций фр. ministre des Communications нидерл. minister van Communicatie                                                                                       | [ 130 ]         |
|         | Альфред-Алоис Де Тайе (1905—1958) фр. Alfred-Aloïs De Taeye                                       | 16 июля 1951 | 17 июля 1957 | министр народного здравоохранения и по делам семьи фр. ministre de la Santé publique et de la Famille нидерл. minister van Volksgezondheid en Gezin                          | [ 57 ] [ 58 ]   |
|         | Этьен-Эжен Де Греэф (1900—1995) фр. Étienne Eugène De Greef                                       | 16 июля 1951 | 17 июля 1957 | министр национальной обороны фр. ministre de la Défense nationale нидерл. minister van Landsverdediging                                                                      | [ 57 ] [ 58 ]   |
|         | Андреас Альбрехт Йозеф Пауэл Дека (1915—2006) нидерл. Andreas Albrecht Jozef Pauwel Dequae        | 16 июля 1951 | 17 июля 1957 | министр колоний фр. ministre des Colonies нидерл. minister van Koloniën | [ 131 ] [ 132 ] |
|         | Аугустус Франсискус Йозеф Де Бодт (1895—1986) нидерл. Augustus Franciscus Joseph De Boodt         | 16 июля 1951 | 17 июля 1957 | министр реконструкции фр. ministre de la Reconstruction нидерл. minister van Wederopbouw                                                                                     | [ 133 ]         |

### Междуцарствие 1993 года
В период между кончиной бездетного Бодуэна и принесением гражданской присяги его младшим братом Альбертом II королевские обязанности согласно Конституции несли министры, собравшиеся в Совет. Они принадлежали к Христианской народной партии (в таблице ХНП), Христианско-социальной партии (в таблице ХСП), фламандской (в таблице СПФ) и валлонской (в таблице СПВ) Социалистическим партиям.
| Портрет | Имя (годы жизни) | Полномочия      | Полномочия     | Должность | Партия | Пр.             |
| Портрет | Имя (годы жизни) | Начало          | Окончание      | Должность | Партия | Пр.             |
| ------- | --- | --------------- | -------------- | --- | ------ | --------------- |
|         | Жан-Люк-Жозеф-Мари Деан (1940—2014) нидерл. Jean-Luc Joseph Marie Dehaene                                                 | 31 августа 1993 | 9 августа 1993 | премьер-министр фр. Premier ministre нидерл. Eerste minister нем. Premierminister | ХНП    | [ 134 ] [ 135 ] |
|         | Ги Куам (1900—1983) фр. Guy Coëme                                                                                         | 31 августа 1993 | 9 августа 1993 | вице-премьер-министр фр. Vice-Premier ministre нидерл. Vice-eersteminister нем. Vizepremierminister министр коммуникаций и государственных предприятий фр. ministre des Communications et Entreprises publiques нидерл. minister van Communicatie en Overheidsbedrijven нем. minister für Verkehrswesen und öffentliche Unternehmen                                                                | СПВ    | [ 136 ]         |
|         | Виллем Вернер Хюберт Клас (1938—) нидерл. Willem Werner Hubert Claes                                                      | 31 августа 1993 | 9 августа 1993 | вице-премьер-министр фр. Vice-Premier ministre нидерл. Vice-eersteminister нем. Vizepremierminister министр иностранных дел фр. ministre des Affaires étrangères нидерл. minister van Buitenlandse Zaken нем. minister für äußere Angelegenheiten | СПФ    | [ 137 ] [ 138 ] |
|         | Мельхиор-Анри-Мари-Жозеф-Колетт Вателе (1949—) фр. Melchior-Henri-Marie-Joseph-Colette Wathelet                           | 31 августа 1993 | 9 августа 1993 | вице-премьер-министр фр. Vice-Premier ministre нидерл. Vice-eersteminister нем. Vizepremierminister министр юстиции и по экономическим вопросам фр. ministre de la Justice et des Affaires économiques нидерл. minister van Justitie en Economische Zaken нем. minister für Justiz und Wirtschaftsangelegenheiten                                                                                  | ХСП    | [ 139 ] [ 140 ] |
|         | Филипп Местад (1948—2017) фр. Philippe Maystadt                                                                           | 31 августа 1993 | 9 августа 1993 | министр финансов фр. ministre des Finances нидерл. minister van Financiën нем. minister für Finanzen | ХСП    | [ 141 ] [ 142 ] |
|         | Жан-Морис Деус (1936—2023) фр. Jean-Maurice Dehousse                                                                      | 31 августа 1993 | 9 августа 1993 | министр научной политики фр. ministre de la Politique scientifique нидерл. minister van Wetenschapsbeleid нем. minister für Wissenschaftspolitik | СПВ    | [ 143 ] [ 144 ] |
|         | Робер Юрбен (1930—2018) фр. Robert Urbain                                                                                 | 31 августа 1993 | 9 августа 1993 | министр внешней торговли и по европейским делам фр. ministre du Commerce extérieur et des Affaires européennes нидерл. minister van Buitenlandse Handel en Europese Zaken нем. minister für Außenhandel und europäische Angelegenheiten | СПВ    | [ 145 ] [ 146 ] |
|         | Фредерик Виллокс (1947—) нидерл. Frederik Willockx                                                                        | 31 августа 1993 | 9 августа 1993 | министр пенсионного обеспечения фр. ministre des Pensions нидерл. minister van Pensioenen нем. minister für Pensionen | СПФ    | [ 147 ]         |
|         | Луи-Мари-Жозеф Тоббак (1938—) фр. Louis-Marie-Joseph Tobback                                                              | 31 августа 1993 | 9 августа 1993 | министр внутренних дел и государственной службы фр. ministre de l'Intérieur et de la Fonction publique нидерл. minister van Binnenlandse Zaken en Ambtenarenzaken нем. minister für Inneres und den öffentlichen Dienst | СПФ    | [ 148 ]         |
|         | Мария Берта Петрус Смет (1943—) нидерл. Maria Bertha Petrus Smet                                                          | 31 августа 1993 | 9 августа 1993 | министр занятости, труда и равных возможностей для мужчин и женщин фр. ministre de l'Emploi, du Travail et de l'Égalité des chances entre les hommes et les femmes нидерл. minister van Tewerkstelling en Arbeid, belast met het Beleid van Gelijke Kansen voor Mannen en Vrouwen нем. minister für Beschäftigung und Arbeit, beauftragt mit der Gleichberechtigungspolitik zwischen Mann und Frau | ХНП    | [ 149 ]         |
|         | Андре-Антуан-Мари-Жозеф Буржуа (1928—2015) фр. André-Antoine-Marie-Joseph Bourgeois                                       | 31 августа 1993 | 9 августа 1993 | министр малых и средних предприятий, сельского хозяйства и рыболовства фр. ministre des Petites et Moyennes Entreprises, de l'Agriculture et de la Pêche нидерл. minister van Midden-en kleinbedrijf, Landbouw en Visserij нем. minister für kleine und mittlere Unternehmen, Landwirtschaft und Fischerei                                                                                         | ХНП    | [ 150 ] [ 151 ] |
|         | Лео Делькруа (1949—2022) фр. Leo Delcroix                                                                                 | 31 августа 1993 | 9 августа 1993 | министр национальной обороны фр. ministre de la Défense nationale нидерл. minister van Landsverdediging нем. minister für Landesverteidigung | ХНП    | [ 152 ]         |
|         | Мике Оффесирс-Ван Де Виле (1952—) нидерл. Mieke Offeciers-Van De Wiele урожд. Мике Ван Де Виле нидерл. Mieke Van De Wiele | 31 августа 1993 | 9 августа 1993 | министр бюджета фр. ministre du Budget нидерл. minister van Begroting нем. minister für den Haushalt | ХНП    | [ 153 ]         |
|         | Бернар Ансельм (1945—) фр. Bernard Anselme                                                                                | 31 августа 1993 | 9 августа 1993 | министр по социальным вопросам фр. ministre des Affaires sociales нидерл. minister van Sociale Zaken нем. minister für soziale Angelegenheiten | СПВ    | [ 154 ]         |
|         | Магдалена Де Галан (1946—) фр. Magdalena De Galan                                                                         | 31 августа 1993 | 9 августа 1993 | министр народного здравоохранения, окружающей среды и социальной интеграции фр. ministre de la Santé publique, de l'Environnement et de l'Intégration Sociale нидерл. minister van Volksgezondheid, Leefmilieu en Maatschappelijke Integratie нем. minister für Volksgesundheit, Umwelt und soziale Integration                                                                                    | СПВ    | [ 155 ] [ 156 ] |

### Междуцарствие 2013 года
В период между отречением  Альберта II и принесением гражданской присяги его старшим сыном Филиппом в течение непродолжительного времени королевские обязанности согласно Конституции несли министры, собравшиеся в Совет. Они принадлежали к валлонской Социалистической партии (в таблице СПВ), Социалистической партии — Иной (в таблице СПИ), Христианским демократам и фламандцам (в таблице ХДФ), Гуманистическому демократическому центру (в таблице ГДЦ), Открытым фламандским либералам и демократам (в таблице ОФЛД) и Реформаторскому движению (в таблице РД).
| Портрет | Имя (годы жизни)                                                                                    | Дата полномочий | Должность | Партия | Пр.             |
| ------- | --------------------------------------------------------------------------------------------------- | --------------- | --- | ------ | --------------- |
|         | Элио ди Рупо (1951—) фр. Elio Di Rupo                                                               | 21 июля 2013    | премьер-министр фр. Premier ministre нидерл. Eerste minister нем. Premierminister | СПВ    | [ 157 ] [ 158 ] |
|         | Питер Франс Норберт Йозеф Раймон Де Крем (1962—) нидерл. Pieter Frans Norbert Jozef Raymond De Crem | 21 июля 2013    | вице-премьер-министр фр. Vice-Premier ministre нидерл. Vice-eersteminister нем. Vizepremierminister министр национальной обороны фр. ministre de la Défense nationale нидерл. minister van Landsverdediging нем. minister für Landesverteidigung | ХДФ    | [ 159 ]         |
|         | Дидье Рейндерс (1958—) фр. Didier Reynders                                                          | 21 июля 2013    | вице-премьер-министр фр. Vice-Premier ministre нидерл. Vice-eersteminister нем. Vizepremierminister министр иностранных дел, внешней торговли и европейских дел фр. ministre des Affaires étrangères, du Commerce extérieur et des Affaires européennes нидерл. minister van Buitenlandse Zaken, Buitenlandse Handel en Europese Zaken нем. minister für Auswärtige Angelegenheiten, Außenhandel und Europäische Angelegenheiten                                                                   | РД     | [ 160 ] [ 161 ] |
|         | Йохан Сирилль Корнэль Ванде Ланотт (1955—) нидерл. Johan Cyrille Corneel Vande Lanotte              | 21 июля 2013    | вице-премьер-министр фр. Vice-Premier ministre нидерл. Vice-eersteminister нем. Vizepremierminister министр экономики, по делам потребителей и Северного моря фр. ministre de l'Économie, des Consommateurs et de la Mer du Nord нидерл. minister van Economie, Consumentenzaken en Noordzee нем. minister für Wirtschaft, Verbraucherschutz und Nordsee | СПИ    | [ 162 ]         |
|         | Александр де Кро (1975—) нидерл. Alexander De Croo                                                  | 21 июля 2013    | вице-премьер-министр фр. Vice-Premier ministre нидерл. Vice-eersteminister нем. Vizepremierminister министр пенсионного обеспечения фр. ministre des Pensions нидерл. minister van Pensioenen нем. minister für Pensionen | ОФЛД   | [ 163 ] [ 164 ] |
|         | Жоэлль Мильке (1961—) фр. Joëlle Milquet                                                            | 21 июля 2013    | вице-премьер-министр фр. Vice-Premier ministre нидерл. Vice-eersteminister нем. Vizepremierminister министр внутренних дел и равных возможностей фр. ministre de l'Intérieur et de l'Égalité des chances нидерл. minister van Binnenlandse Zaken en Gelijke Kansen нем. minister für Inneres und Chancengleichheit | ГДЦ    | [ 165 ] [ 166 ] |
|         | Лоретт Онкелинкc (1958—) фр. Laurette Onkelinx                                                      | 21 июля 2013    | вице-премьер-министр фр. Vice-Premier ministre нидерл. Vice-eersteminister нем. Vizepremierminister министр народного здравоохранения, возложенного на Белирис, и федеральных учреждений культуры фр. ministre de la Santé publique, en charge de Beliris et des institutions culturelles fédérales нидерл. minister van Volksgezondheid, belast met Beliris en de Federale Culturele Instellingen нем. minister für Volksgesundheit, zuständig für Beliris und die Kulturinstitutionen des Bundes | СПВ    | [ 167 ] [ 168 ] |
|         | Аннеми Тюртелбом (1967—) нидерл. Annemie Turtelboom                                                 | 21 июля 2013    | министр юстиции фр. ministre de la Justice нидерл. minister van Justitie нем. minister für Justiz | ОФЛД   | [ 169 ] [ 170 ] |
|         | Оливье Шастель (1964—) фр. Olivier Chastel                                                          | 21 июля 2013    | министр бюджета и административного упрощения фр. ministre du Budget et de la Simplification administrative нидерл. minister van Begroting en Administratieve Vereenvoudiging нем. minister für den Haushalt und Verwaltungsvereinfachung | РД     | [ 171 ] [ 172 ] |
|         | Моника Жозефина Луи Де Конэнк (1956—) фр. Monica Josephine Louis De Coninck                         | 21 июля 2013    | министр занятости фр. ministre de l'Emploi нидерл. minister van Werkgelegenheid нем. minister für Beschäftigung | СПИ    | [ 173 ] [ 174 ] |
|         | Жан-Паскаль Лабиль (1961—) фр. Jean-Pascal Labille                                                  | 21 июля 2013    | министр государственных предприятий и сотрудничества в целях развития фр. ministre des Entreprises publiques et de la Coopération au développement нидерл. minister van Overheidsbedrijven en Ontwikkelingssamenwerking нем. minister für Öffentliche Unternehmen und Entwicklungszusammenarbeit | СПВ    | [ 175 ]         |
|         | Кунрад Франс Юлия Генс (1958—) нидерл. Koenraad Frans Julia Geens                                   | 21 июля 2013    | министр финансов фр. ministre des Finances нидерл. minister van Financiën нем. minister für Finanzen | ХДФ    | [ 176 ]         |